# Timken
A Timken a csapágyak és erőátviteli termékek globális gyártója. A Timken napjainkban több, mint 42 országban van jelen termékeivel. 

## Cégtörténet
1898-ban Henry Timken amerikai nemzeti szabadalmat szerzett egy továbbfejlesztett kúpgörgős csapágyra, melyre alapozva 1899-ben bejegyezésre került a St. Louis-i Timken Roller Bearing Axle Company névű cége.
1901-ben a vállalat az ohiói Kantonba költözött, amikor az autóipar termelési volumenben kezdte megelőzni a korábban domináns "kocsiipart". Henry Timken és két fia azért választotta ezt a várost, mert közel volt a detroiti és clevelandi autógyártó központokhoz, valamint a pittsburghi és clevelandi amerikai acélgyártó központokhoz is, amelyekre támaszkodott értékesítése során.
A vállalat bővítés eredményeként 1917-ben megkezdte acél- és csőgyártási tevékenységét, hogy a gyártásba integrálni tudja, és ezáltal magasabb fokú ellenőrzést tartson fenn a csapágyakban használt acél felett. Az első világháború növelte az acél iránti keresletet, ami jelentősen befolyásolta az acéltermékek kínálatát és a piaci árát is, ezért a Timken a legjobbkor belépve a piacra erős pozíciókat tudott kiépíteni acéltermékei számára.
A cég az 1900-as évek elején lépett ki a nemzetközi piacokra, és első között Nagy-Britanniában, Franciaországban és Németországban kezdte értékesíteni csapágyait. Az első világháborús katonai eszközökben alkalmazott kúpgörgős csapágyainak magas fokú teljesítménye nagy benyomást tett az európai csapágypiacra, és megalapozta a cég jövőjét. A háború után Nagy-Britannia a második helyre emelkedett a globális autógyártási piacon, ami lehetőséget teremtett a Timken számára is európai gyártási kapacitásának növelésére.
A Timkent stabil pénzügyi helyzetben érte a nagy gazdasági világválság, és ennek köszönhetően teljesítménye az 1930-as évek legszilárdabb, legjobban menedzselt ipari cégei közé emelte, ahogy a konkurens SKF svéd csapággyártót is.  A nem autóipari piacokra, például a mezőgazdaságra, a szerszámgépekre, az iparra és a vasútra való termelés ezzel szemben nem hozta a várt eredményeket.
A második világháború alatt a Timken gyártása hatványozottan megnövekedett, és ezáltal lépést tudott tartani a háborús igényekkel. Például minden amerikai jeep Timken csapágyból készült. A Timken 660 000 jeepet szállított az amerikai hadseregnek, és a háború során több mint 15,8 millió csapágyat szállított ezen járművek karbantartásához. A háborút követően a Marshall-terv keretében Amerikából Európába szállított gépek és eszközök nagy része Timken-csapágyakkal volt felszerelve, ami elősegítette a Timken szélesebb körű európai megismerését és jelenlétét egy olyan csapágypiacon, ahol korábban az európai versenytársak domináltak. 
1960-ra a az Egyesült Államokban, Kanadában, Nagy-Britanniában, Franciaországban, Dél-Afrikában, Ausztráliában és Brazíliában is működött helyi Timken kirendeltség  A Timken Research-t 1966-ban azért hozták létre sikerrel, hogy technológiai vezető szerepet alakítsanak ki, és elősegítsék a kutatási és fejlesztési folyamatok szabványosítását a vállalaton belül.
A Timken az 1970-es és 1980-as években új globális piacokra terjeszkedett, 1974-ben értékesítési részleget hozott létre Japánban, és további lokális értékesítési irodákat nyitott Olaszországban, Koreában, Szingapúrban és Venezuelában 1988-tól kezdődően. Az 1990-es évek végére a cég már Spanyolországban, Hongkongban, Kínában és Szingapúrban is jelen volt, és jelen van napjainkban is.
A Timken 2003-ban 840 millió dollárért felvásárolta versenytársát, a The Torrington Company -t, megduplázva a cég méretét, és ezzel létrehozva a világ harmadik legnagyobb és legértékesebb csapágygyártó multinacionális vállalatát.
A társaság 2014-ben megváltoztatta vállalati struktúráját; a cég gördülőcsapágygyártó része levált az acélgyártó részről, így két különálló társaság jött létre.  Ezt követően a Timken Company továbbra is gördülőcsapágyakat gyárt, míg a TimkenSteel fókuszában az acálgyártás áll.

## Cég jelenje és jövője
A Timken jelenleg kúpgörgős csapágyainak bővítésére, valamint ipari csapágyak és mechanikus erőátviteli termékek és szolgáltatások kínálatának bővítésére összpontosít. Ma a cég csapágyakat, fogaskerekes hajtásokat, automatizált kenőrendszereket, szíjakat, láncokat, tengelykapcsolókat és lineáris mozgású termékeket tervez, gyárt és forgalmaz, valamint hajtáslánc-újraépítési és javítási szolgáltatásokat kínál partnerei részére.
A Timken kohászat, tribológia és erőátvitel terén szerzett mérnöki tudását a csapágyakon és a kapcsolódó rendszereken alkalmazzák a gépek megbízhatóságának és hatékonyságának javítása érdekében világszerte. Az alkalmazások a Mars Rovertől  a tengeri szélturbinákig terjednek széles körben.  Napjainkban a cég felkészítése zajlik az űrhajózással kapcsolatos jövőbeni igények kielégítésére.

## Külső linkek
- Vállalati oldal
- Timken tengelyek és fékek 1945. jan., 1947., 1947. szept . és 1951. márc .

## Fordítás
- Ez a szócikk részben vagy egészben  a   Timken Company című angol Wikipédia-szócikk fordításán alapul.  Az eredeti cikk szerkesztőit annak laptörténete sorolja fel. Ez a jelzés csupán a megfogalmazás eredetét és a szerzői jogokat jelzi, nem szolgál a cikkben szereplő információk forrásmegjelöléseként.